# Mutkov
Mutkov es una localidad situada en el distrito de Olomouc, en la región de Olomouc, República Checa. Tiene una población estimada, a principios del año 2022, de 45 habitantes.
Está ubicada en el centro de la región, sobre la parte oriental de los montes Sudetes, a poca distancia de la orilla del río Morava —un afluente izquierdo del Danubio— y de la frontera con la región de Moravia-Silesia.